# Сиуатлан (муниципалитет)
Сиуатла́н (исп. Cihuatlán) — муниципалитет в Мексике, в штате Халиско, с административным центром в одноимённом посёлке. Численность населения, по данным переписи 2020 года, составила 40 139 человек.

## Общие сведения
Название Cihuatlán с языка науатль можно перевести как: место, где много женщин.
Площадь муниципалитета равна 501,3 км², что составляет 0,6 % от общей площади штата, а наиболее высоко расположенное поселение Эль-Каррисаль находится на высоте 503 метра.
Сиуатлан граничит с другими муниципалитетами штата Халиско: на севере и западе с Ла-Уэртой, на севере и востоке с Куаутитлан-де-Гарсия-Барраганом, на юге граничит с другим штатом Мексики — Колимой, а на юго-западе омывается водами Тихого океана.

## Учреждение и состав
Муниципалитет был образован 12 сентября 1904 года, по данным 2020 года в его состав входит 62 населённых пункта, самые крупные из которых:
| Код INEGI                  | Населённый пункт                                                                                    | Численность населения (2005 год) | Численность населения (2010 год) | Численность населения (2020 год) |
| -------------------------- | --------------------------------------------------------------------------------------------------- | -------------------------------- | -------------------------------- | -------------------------------- |
| 022                        | Всего                                                                                               | 30241                            | 39020                            | 40139                            |
| 0001                       | Сиуатлан (исп. Cihuatlán) 19°14′18″ с. ш. 104°33′47″ з. д. (административный центр)                 | 15392                            | 18164                            | 18787                            |
| 0033                       | Сан-Патрисио (Мелаке) (исп. San Patricio (Melaque)) 19°13′31″ с. ш. 104°42′04″ з. д.                | 6351                             | 7569                             | 6958                             |
| 0006                       | Барра-де-Навидад (исп. Barra de Navidad) 19°12′29″ с. ш. 104°40′50″ з. д.                           | 3532                             | 4324                             | 4266                             |
| 0016                       | Халуко (исп. Jaluco) 19°13′50″ с. ш. 104°41′08″ з. д.                                               | 2300                             | 3156                             | 3536                             |
| 0009                       | Эмилиано-Сапата (Эль-Ранчито) (исп. Emiliano Zapata (El Ranchito)) 19°14′35″ с. ш. 104°43′05″ з. д. | 705                              | 1831                             | 2255                             |
| 0002                       | Эль-Агуакате (исп. El Aguacate) 19°13′33″ с. ш. 104°38′37″ з. д.                                    | 591                              | 981                              | 1056                             |
| 0109                       | Пиналь-Вилья (исп. Colonia Pinal Villa) 19°14′18″ с. ш. 104°41′39″ з. д.                            | 95                               | 724                              | 824                              |
| —                          | Прочие                                                                                              | 1275                             | 2271                             | 2457                             |
| Названия на карте Генштаба | |                                  |                                  |                                  |

## Экономическая деятельность
По статистическим данным 2000 года, работоспособное население занято по секторам экономики в следующих пропорциях:
- сельское хозяйство, животноводство и рыбная ловля — 26,1 %;
- промышленность и строительство — 17,1 %;
- торговля, сферы услуг и туризма — 54,5 %;
- безработные — 2,3 %.

## Инфраструктура
По статистическим данным 2020 года, инфраструктура развита следующим образом:
- электрификация: 99,6 %;
- водоснабжение: 76,6 %;
- водоотведение: 99,1 %.